# Herbert Ott
Herbert Ott (* 8. August 1928 in Eichenwalde, Kreis Naugard; † 5. September 1972 in Ost-Berlin) war ein deutscher Politiker der DDR-Blockpartei LDPD. Er war Vorsitzender der LDPD-Bezirksvorstände Neubrandenburg und Halle sowie Abgeordneter der Volkskammer der DDR.

## Leben
Ott, Sohn einer Arbeiterfamilie, besuchte die Volksschule und absolvierte 1943/44 eine Verwaltungslehre. 1944 wurde er zum Kriegsdienst in der Wehrmacht eingezogen und geriet später in sowjetische Kriegsgefangenschaft.
Nach Kriegsende 1945 war er als Landarbeiter in Liepen tätig und arbeitete dann bis 1950 als Verwaltungsangestellter beim Rat der Stadt Rostock. 1946 trat er dem FDGB, 1948 der LDPD und 1949 der FDJ bei. Ab 1949 war er Mitglied des LDPD-Kreisvorstandes Rostock, ab 1950 Stadtverordneter in Rostock. Ott studierte von 1950 bis 1952 an der Deutschen Akademie für Staats- und Rechtswissenschaft und schloss sein Studium als Jurist ab. Anschließend arbeitete er als Oberreferent in der Landesregierung Mecklenburg. Nach der Auflösung der Länder und der Bildung der Bezirke in der DDR im Juli 1952 war Ott bis 1961 stellvertretender Vorsitzender des Rates des Bezirkes Neubrandenburg. Er war zudem Abgeordneter des Bezirkstages Neubrandenburg. Von Juli 1952 bis 1959 fungierte er als Vorsitzender des LDPD-Bezirksvorstandes Neubrandenburg, ab 1952 war er zudem Mitglied des Zentralvorstandes der LDPD sowie von 1952 bis 1957 und dann wieder ab 1961 Mitglied des Politischen Ausschusses des Zentralvorstandes der LDPD. Im Jahr 1953 wurde Ott Mitglied des Kulturbundes und der Gesellschaft für Sport und Technik. Im Oktober 1954 wurde er zum Abgeordneten der Volkskammer und 1955 zum stellvertretenden Vorsitzenden des Haushalts- und Finanzausschusses der Volkskammer gewählt. Zwischen 1955 und 1960 absolvierte er ein Fernstudium an der Hochschule für Ökonomie Berlin mit dem Abschluss als Diplomwirtschaftler. Ott wurde 1958 Mitglied des Deutschen Turn- und Sportbundes und Mitglied des Bezirksvorstandes Neubrandenburg der DSF.
Ott ging 1961 nach Halle und war von 1961 bis 1966 Vorsitzender des LDPD-Bezirksvorstandes Halle sowie von 1963 bis 1966 Abgeordneter des Bezirkstages Halle. Bei der Volkskammerwahl im November 1963 kam er nur noch als Nachfolgekandidat in die Volkskammer. Nach dem Ausscheiden der LDPD-Abgeordneten Ingeborg Fiege wurde Ott am 21. Januar 1966 auf der 19. Tagung der Volkskammer von der LDPD-Fraktion erneut zum Abgeordneten nominiert und zum Mitglied des Verfassungs- und Rechtsausschusses berufen. Am 3. Februar 1966 wurde er in den Nationalrat der Nationalen Front der DDR kooptiert und als Mitglied seines Präsidiums bestätigt. Am 23. März 1969 wurde er auch zum Mitglied des Sekretariats des Nationalrates der Nationalen Front gewählt.
Ott starb nach langer schwerer Krankheit im Alter von 44 Jahren.

## Auszeichnungen
- Ehrennadel der Nationalen Front (1957)
- Ernst-Moritz-Arndt-Medaille (1962)
- Vaterländischer Verdienstorden in Bronze (1963)[4]
- Verdienstmedaille der DDR